# Remona Burchell
Remona Burchell (ur. 15 września 1991) – jamajska lekkoatletka specjalizująca się w biegach sprinterskich.
W 2018 zajęła 8. miejsce w finale biegu na 60 metrów podczas halowych mistrzostw świata w Birmingham. W 2021 zdobyła złoto za bieg w eliminacjach sztafety 4 × 100 metrów. Rok później zdobyła w ten sam sposób srebro mistrzostw świata w Eugene. Na igrzyskach Wspólnoty Narodów w Birmingham w tym samym roku zdobyła brązowy medal w sztafecie 4 × 100 metrów.
Studiowała na Uniwersytecie Alabamy. Złota medalistka akademickich mistrzostw NCAA.

## Osiągnięcia
| Rok  | Impreza                    | Miejsce    | Konkurencja             | Pozycja    | Wynik         |
| ---- | -------------------------- | ---------- | ----------------------- | ---------- | ------------- |
| 2018 | Halowe mistrzostwa świata  | Birmingham | bieg na 60 metrów       | 8. miejsce | 7,50          |
| 2021 | Igrzyska olimpijskie       | Tokio      | sztafeta 4 × 100 metrów | 1. miejsce | 41,02 (elim.) |
| 2022 | Mistrzostwa świata         | Eugene     | sztafeta 4 × 100 metrów | 2. miejsce | 41,18 (elim.) |
| 2022 | Igrzyska Wspólnoty Narodów | Birmingham | bieg na 100 metrów      | półfinał   | 11,48         |
| 2022 | Igrzyska Wspólnoty Narodów | Birmingham | sztafeta 4 × 100 metrów | 3. miejsce | 43,08         |

## Rekordy życiowe
- bieg na 60 metrów (hala) – 7,08 (2015)
- bieg na 100 metrów – 11,03 (2014)
- bieg na 200 metrów – 23,71 (2021)